# Belgique-Géorgie en rugby à XV

Cet article présente l'historique des confrontations entre l'équipe de Belgique et l'équipe de Géorgie en rugby à XV. Les deux équipes se sont affrontées à quatre reprises. La Géorgie a remporté l'ensemble de ces rencontres.

## Historique
La Belgique et la Géorgie se rencontrent pour la première fois en 2013 lors du Championnat européen international de rugby à XV, deuxième division européenne du rugby internationale où la Belgique vient d'être promue, alors que la Géorgie en est le tenant du titre.
Ce premier match se solde par une défaite honorable pour la Belgique, à Bruxelles, au vu de l’écart de niveau théorique entre les deux nations (les belges forment alors une équipe largement composée d'amateurs), l'équipe évoluant à domicile menant d'ailleurs même 10-3 à la pause, frôlant ainsi l'exploit.
L'année suivante la Belgique ne peut en revanche rien contre la Géorgie, et les belges finissent d'ailleurs par être relégué à l'échelon inférieur en fin de tournoi.
Lors du retour des belges dans le Championnat européen, en 2017, malgré l'ambition de la Belgique sur le long terme, la Géorgie reste très nettement au-dessus de leur adversaire.

## Les confrontations
Voici la liste des confrontations entre ces deux équipes :
| No | Date            | Lieu                                      | Match              | Score   | Compétition                        |
| -- | --------------- | ----------------------------------------- | ------------------ | ------- | ---------------------------------- |
| 1  | 2 février 2013  | Stade du petit Heysel, Bruxelles Belgique | Belgique – Géorgie | 13 – 17 | Championnat européen               |
| 2  | 1 février 2014  | Avchala Rugby Stadium, Tbilissi Géorgie   | Géorgie – Belgique | 35 – 0  | Championnat européen               |
| 3  | 11 février 2017 | Stade du petit Heysel, Bruxelles Belgique | Belgique – Géorgie | 6 – 31  | Championnat européen               |
| 4  | 10 février 2018 | Aia Arena, Koutaïssi Géorgie              | Géorgie – Belgique | 47 – 0  | Championnat européen               |
| 5  | 2 mars 2019     | Stade du petit Heysel, Bruxelles Belgique | Belgique – Géorgie | 6 – 46  | Championnat international d'Europe |
| 6  | 22 février 2020 | Aia Arena, Koutaïssi Géorgie              | Géorgie – Belgique | 78 – 6  | Championnat international d'Europe |